# Holocryptis bisectalis
Holocryptis bisectalis là một loài bướm đêm trong họ Noctuidae.